# 加弗納斯島 (北卡羅萊納州)
加弗納斯島（英語：Governors Island）是位於美國北卡羅萊納州林肯縣的非建制地區。

## 地理
加弗納斯島所處的海拔為高於海平面233米（即764英呎），而該地所採用的時區為UTC-5，即北美东部时区（EST）。同時該地設有夏令時間，為UTC-5調快一小時，即UTC-4（EDT）。